# Le Convoi de l'extrême
Le Convoi de l'extrême (Ice Road Truckers) est une télé réalité canado-américaine, diffusée entre le 17 juin 2007 et le 9 novembre 2017 sur History.
Au Québec, l'émission est diffusée sur Canal D et en France dès 2008 sur Planète+ A&E puis le 14 novembre 2009 sur la chaîne M6, le 5 janvier 2012 sur W9 et à partir du 10 décembre 2013 sur la chaîne 6ter,.
La chaîne AB Moteurs rediffuse les anciennes saisons le samedi à partir de 17h00 [Quand ?]. Depuis le 2 septembre 2019 à 19h00, la chaine RTL 9 rediffuse également d'anciennes saisons, et depuis le 1er novembre 2019 sur RMC Découverte.
La production arrête l'émission à l'issue de la 11e saison qui s'achève en novembre 2017.

## Synopsis
Différents chauffeurs routiers, tous concurrents, s'affrontent amicalement en livrant le maximum de chargements vers des lieux plus ou moins éloignés à travers le Grand Nord de l'Amérique. Parmi les dangers à éviter, les routes sur des lacs gelés.
Durant les saisons 3 à 4, les routiers parcourent la route Dalton entre Fairbanks et Prudhoe Bay. Lors des saisons 5 et 6, ils se divisent en deux groupes, le second circulant entre Winnipeg et le grand nord canadien. À partir de la saison 7 tous les épisodes sont tournés au Canada entre Winnipeg et le grand nord du Canada.

## Épisodes

### Saison 1: La route de glace

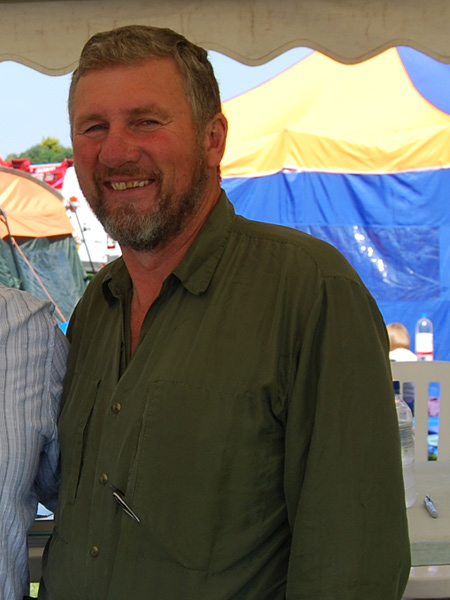
Alex Debogorski est présent dans toutes les saisons sauf dans Les routes des Andes.

Dans cette série documentaire, les concurrents doivent affronter des températures descendant jusqu'à −60 °C. Ils doivent livrer 10 000 cargaisons de marchandises de plusieurs millions de dollars chacune vers les mines de diamants du grand nord canadien, en partant de Yellowknife à quelques centaines de kilomètres au sud du cercle polaire arctique, avec des camions parcourant la route de glace sur des lacs gelés. Ils n'ont que 60 jours avant que la glace ne fonde complètement.

### Saison 2: Le nouveau défi
Un nouveau défi dans cette nouvelle saison 2 pour les routiers de l'extrême qui doivent affronter des températures descendant jusqu'à –60 °C. Ils doivent livrer énormément de cargaisons de marchandises de plusieurs millions de dollars chacune vers la station de forage de Inuvik au nord du cercle polaire arctique avec des camions, sur la route de glace. Ils n'ont que très peu de temps avant que la glace ne fonde complètement.

### Saison 3: L'aventure continue

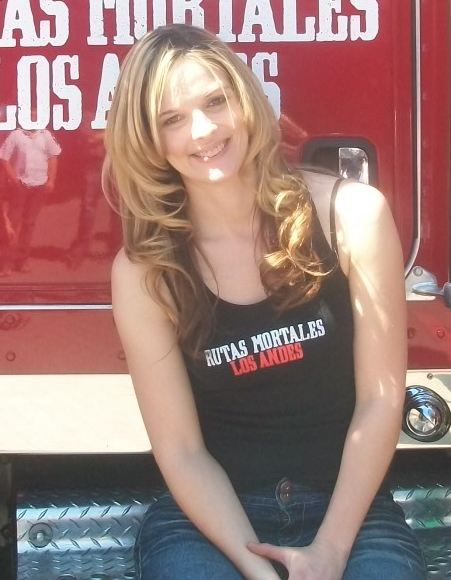
Lisa Kelly est présente dans toutes les saisons sauf la 1; 2; et 6.

À bord de leurs poids lourds XXL, ces routiers reviennent pour le défi du grand nord sur la Dalton Highway (Alaska Route 11), une piste de 666 km qui traverse le nord de l'Alaska. 

### Saison 5: L'enfer du grand nord
À partir de la saison 5, les routiers se répartissent en deux groupes : un groupe (Lisa Kelly, Dave Redmon, Maya Sieber et Tony Molesky) continue de conduire en Alaska sur la Dalton Highway, transportant du fret entre Fairbanks et Deadhorse avec des escales occasionnelles à Nuiqsut et à Anchorage. Pendant ce temps, un deuxième groupe (Alex Debogorski, Hugh Rowland et Rick Yemm) transporte des chargements dans le grand nord canadien entre Winnipeg, au Manitoba et plusieurs communautés éloignées par des routes d'hiver et de glace.

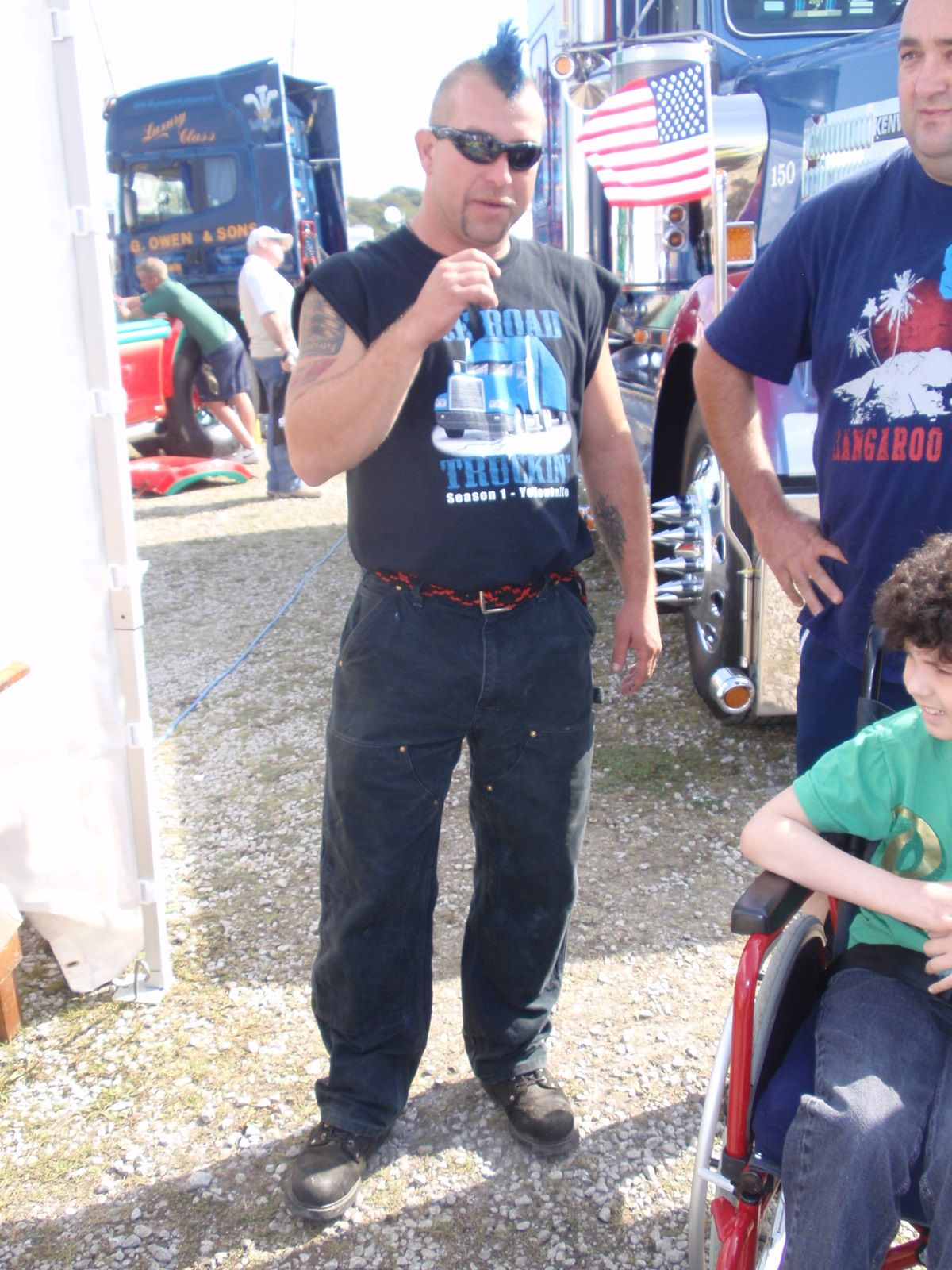
Rick Yemm est présent dans toutes les saisons à l'exception de la saison 3 et 4.

### Saison 7: Le choc des titans
L'objectif de cette saison est le réseau de routes d'hiver en provenance de Winnipeg.

### Saison 8: La tempête du siècle
Cette saison, tous les routiers de la saison 7 reviennent à Winnipeg et les mêmes compagnies, Polar et VP Express, sont montrées. C'est aussi la première saison de coproduction américano-canadienne avec Prospero Media et Shaw Media.

### Saison 9: Les gladiateurs de la glace

Logo de la série pour la saison 9

- Planète+ A&E : à partir du 7 janvier 2017
- 6ter : à partir du 4 février 2017

### Saison 10: Le grand frisson

Logo de la série pour la saison 10

- 6ter : à partir du 6 janvier 2018[3].

### Saison 11: Chaos sur la glace

Logo de la série pour la saison 11

- 6ter : à partir du 10 février 2018

## Séries dérivées
- Le convoi de l'extrême : La route de l'Himalaya
- Le convoi de l'extrême : Les routes des Andes

## Distribution
Le 28 août 2016, Darrell Ward (saisons 6 à 10) décède dans un accident d’avion alors qu’il voyageait dans un monomoteur Cessna 182. Ils tentaient d’atterrir sur une piste à proximité de Rock Creek (Montana) (en). Il se dirigeait vers Missoula pour commencer le tournage d’un pilote documentaire portant sur la récupération d’épaves d’avion.

## Lieux
- Fairbanks
- Prudhoe Bay

Saison 1
- Yellowknife
- Mine de diamants Diavik
- Mine de diamants Snap Lake
- Mine de diamants d'Ekati
- Mine de Discovery
- Deline

Saison 2
- Inuvik

Saisons 3, 4 et 5
- Coldfoot au kilomètre 292
- Wiseman au kilomètre 304
- Deadhorse au kilomètre 666

## Succès
L'émission est suivie par 3,4 millions de téléspectateurs.
En France, l'émission est diffusée sur W9 et elle est suivie par 1.2 million de téléspectateurs.
La chaîne W9 a décidé de déprogrammer la saison 6 faute d'audience (560 000 téléspectateurs la dernière semaine de diffusion). La fin de la saison a tout de même été diffusée sur la chaîne 6ter. Cette dernière programme la septième saison dès le 3 janvier 2015. La huitième saison du Convoi de l'Extrême est diffusée à partir du 6 février 2016 sur 6ter et la neuvième saison à partir du 7 janvier 2017 sur Planète+ A&E[source insuffisante].